# Lamprogaster patula
Lamprogaster patula är en tvåvingeart som beskrevs av Walker 1861. Lamprogaster patula ingår i släktet Lamprogaster och familjen bredmunsflugor. Inga underarter finns listade i Catalogue of Life.